# Брнчићи
Брнчићи су бивше насељено место у саставу града Каства, Приморско-горанска жупанија, Република Хрватска.

## Историја
До нове територијалне организације налазили су се у саставу бивше велике општине Ријека. Насеље је на попису 2011. године укинуто и припојено насељу Кастав.

## Становништво
На попису становништва 1991. године, насељено место Брнчићи је имало 504 становника, следећег националног састава:
| Попис 1991.‍  | Попис 1991.‍  | Попис 1991.‍ | Попис 1991.‍ | Попис 1991.‍ |
| ------------ | ------------ | ----------- | ----------- | ----------- |
|              |              |             |             |             |
| Хрвати       | Хрвати       |             | 434         | 86,11%      |
| Југословени  | Југословени  |             | 30          | 5,95%       |
| Словенци     | Словенци     |             | 11          | 2,18%       |
| Срби         | Срби         |             | 11          | 2,18%       |
| Италијани    | Италијани    |             | 2           | 0,39%       |
| Муслимани    | Муслимани    |             | 2           | 0,39%       |
| Албанци      | Албанци      |             | 1           | 0,19%       |
| Македонци    | Македонци    |             | 1           | 0,19%       |
| Украјинци    | Украјинци    |             | 1           | 0,19%       |
| неопредељени | неопредељени |             | 4           | 0,79%       |
| регион. опр. | регион. опр. |             | 5           | 0,99%       |
| непознато    | непознато    |             | 2           | 0,39%       |
| укупно: 504  |              |             |             |             |